# 后垄桥
后垄桥，是位于中国福建省宁德市周宁县礼门乡后垄村的一个清代古建筑，2012年入选周宁县第三批文物保护单位。
后垄桥始建年代未知，清朝康熙年间重修，咸丰十一年（1861年）重建，民国10年（1921年）为阻止来自屏南的“乌线会”进入礼门而烧毁，1964年再度重建，2008年再度重修。桥为木制拱形廊桥，东西走向，长34.3米，宽4.7米，高4米，距离水面高19米，拱跨度30米，廊屋为十三间五十四柱，廊屋为四坡歇山顶，抬梁式木构架。